# 约翰·霍尔
约翰·霍尔（John L. Hall，1934年8月21日—），美国物理学家，美国实验天体物理联合研究所（JILA）教授，科罗拉多大学物理系讲师。霍尔与德国物理学家特奥多尔·亨施因对基于激光的精密光谱学发展作出的贡献而获得了2005年诺贝尔物理学奖的一半，该奖的另一半由美国物理学奖罗伊·格劳伯获得。

## 生平
霍尔在卡内基理工学院获得了理学学士（1956年）、理学硕士（1956年）、哲学博士（1961年）三个学位，后在国家标准技术研究院完成了博士后研究。1962年到1971年，霍尔一直在此工作，1967年起开始担任科罗拉多大学的讲师。
霍尔是实验天体物理联合研究所第三个获得诺贝尔物理学奖的科学家。2001年，埃里克·康奈尔和特奥多尔·亨施的学生卡尔·威曼因其在“碱金属原子稀薄气体的玻色-爱因斯坦凝聚态”以及“凝聚态物质性质早期基础性研究”方面取得成就各获得1/3的诺贝尔物理学奖。